# Дражлево
Дражлево (серб. Дражљево / Dražljevo) — село в общине Гацко Республики Сербской Боснии и Герцеговины. Население составляет 38 человек по переписи 2013 года.